# Roskilde
Roskilde este un oraș în Danemarca.

## Istoric

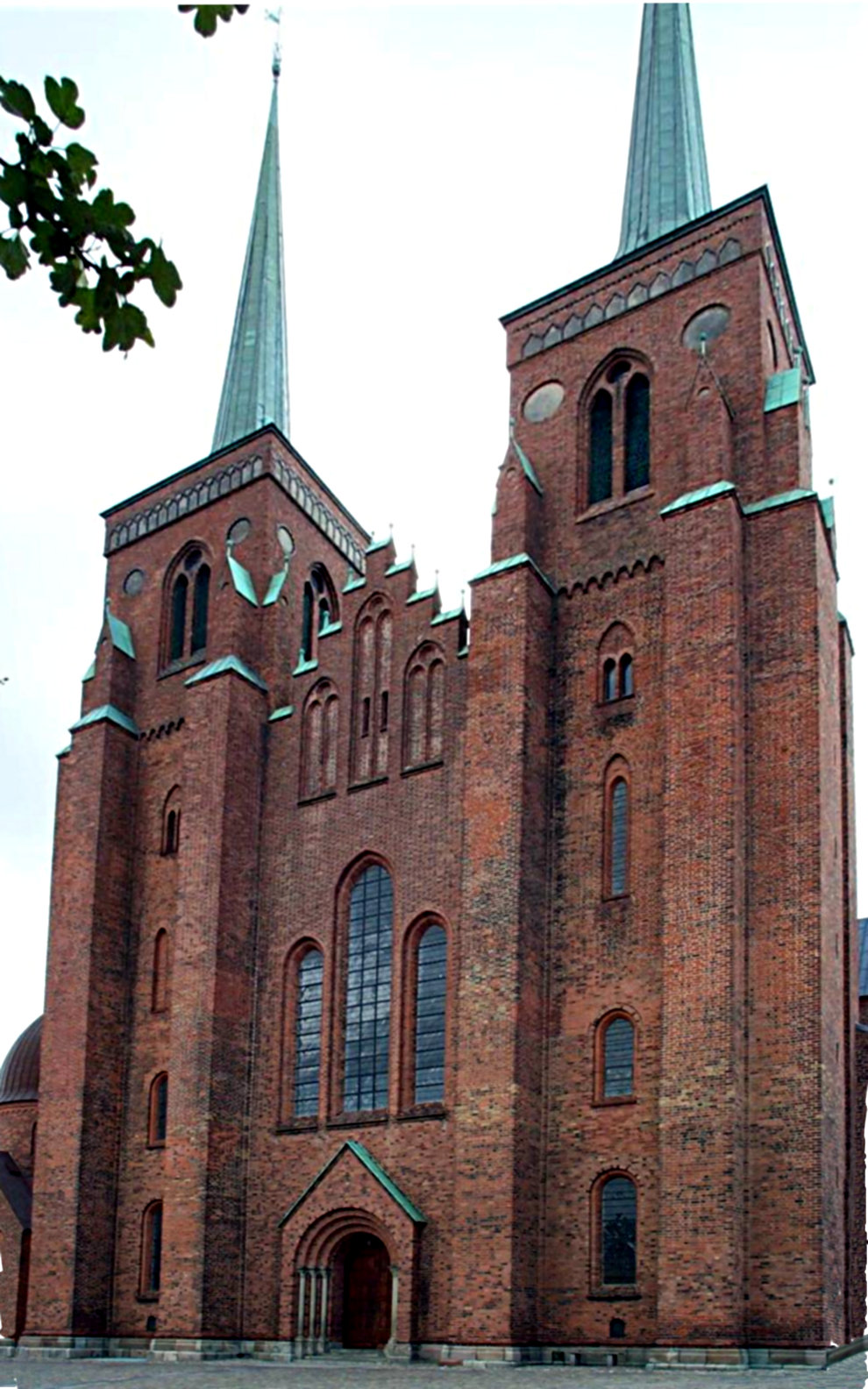
Roskilde (Catedrala)

Catedrala din Roskilde a fost înscrisă în anul 1995 pe lista patrimoniului cultural mondial UNESCO.

## Personalități născute aici
- Lise Nørgaard (1917 - 2023), jurnalistă, scriitoare.
- Kevin Magnussen - pilot de Formula 1